# Hlboké (přírodní rezervace)
Hlboké je přírodní rezervace na Slovensku v oblasti Poloniny.
Nachází se v katastrálním území obce Osadné v okrese Snina v Prešovském kraji. Území bylo vyhlášeno či novelizováno v roce 1988 na rozloze 2,2800 ha. Ochranné pásmo nebylo stanoveno.